# Frederik VIII besøger Aalborg
Frederik VIII besøger Aalborg er en dansk dokumentarisk optagelse fra 1910.

## Handling
Kong Frederik VIII og Dronning Louise besøger Aalborg 27. september 1910 i forbindelse med afsløring af rytterstatuen af Christian IX.

## Medvirkende
- Kong Frederik VIII
- Dronning Louise
- Kong Christian X